# اولکساندر اولس
اولکساندر اولس (اوکراینی: Олександр Іванович Олесь؛  – ) شاعر، و نمایشنامه‌نویس اهل اوکراین بود.